# Chelsea Marshall
Chelsea Marshall (ur. 14 sierpnia 1986 w Randolph) – amerykańska narciarka alpejska.

## Kariera
Po raz pierwszy na arenie międzynarodowej pojawiła się 17 grudnia 2001 roku w Sugarloaf, gdzie w zawodach FIS zajęła 10. miejsce w gigancie. W 2005 roku wystartowała na mistrzostwach świata juniorów w Bardonecchii, zajmując 14. miejsce w gigancie, 17. w slalomie, 19. w zjeździe i 23. w supergigancie. Na rozgrywanych rok później mistrzostwach świata juniorów w Quebecu zajmowała miejsca w trzeciej dziesiątce.
W zawodach Pucharu Świata zadebiutowała 3 grudnia 2006 roku w Lake Louise, gdzie zajęła 44. miejsce w supergigancie. Pierwsze pucharowe punkty wywalczyła 9 lutego 2008 roku w Sestriere, zajmując ósme miejsce w zjeździe. Nigdy nie stanęła na podium zawodów tego cyklu. W sezonie 2009/2010 zajęła 71. miejsce w klasyfikacji generalnej.
Startowała na igrzyskach olimpijskich w Vancouver w 2010 roku, gdzie nie ukończyła supergiganta. Brała też udział w mistrzostwach świata w Val d’Isère, gdzie nie ukończyła supergiganta, nie wystartowała w superkombinacji, a w zjeździe zajęła 27. miejsce.

## Osiągnięcia

### Igrzyska olimpijskie
| Miejsce | Dzień     | Rok  | Miejscowość | Konkurencja | Czas biegu | Strata | Zwyciężczyni       |
| ------- | --------- | ---- | ----------- | ----------- | ---------- | ------ | ------------------ |
| DNF     | 20 lutego | 2010 | Whistler    | Supergigant | 1:21,46    | -      | Andrea Fischbacher |

### Mistrzostwa świata
| Miejsce | Dzień    | Rok  | Miejscowość | Konkurencja     | Czas biegu | Strata | Zwyciężczyni   |
| ------- | -------- | ---- | ----------- | --------------- | ---------- | ------ | -------------- |
| DNS     | 3 lutego | 2009 | Val d’Isère | Supergigant     | 1:20,73    | -      | Lindsey Vonn   |
| DNS2    | 6 lutego | 2009 | Val d’Isère | Superkombinacja | 2:20,13    | -      | Kathrin Zettel |
| 27.     | 9 lutego | 2009 | Val d’Isère | Zjazd           | 1:30,31    | +5,09  | Lindsey Vonn   |

### Mistrzostwa świata juniorów
| Miejsce | Dzień     | Rok  | Miejscowość  | Konkurencja | Czas biegu | Strata | Zwyciężczyni          |
| ------- | --------- | ---- | ------------ | ----------- | ---------- | ------ | --------------------- |
| 19.     | 23 lutego | 2005 | Bardonecchia | Zjazd       | 1:28,84    | +2,32  | Nadia Fanchini        |
| 23.     | 24 lutego | 2005 | Bardonecchia | Supergigant | 1:26,81    | +2,89  | Andrea Fischbacher    |
| 17.     | 25 lutego | 2005 | Bardonecchia | Slalom      | 1:23,97    | +5,91  | Šárka Záhrobská       |
| 14.     | 26 lutego | 2005 | Bardonecchia | Gigant      | 2:21,34    | +,05   | Nadia Fanchini        |
| 23.     | 3 marca   | 2006 | Québec       | Zjazd       | 1:13,51    | +2,32  | Marianne Abderhalden  |
| 22.     | 4 marca   | 2006 | Québec       | Slalom      | 1:37,30    | +3,71  | Maria Pietilä-Holmner |
| 21.     | 5 marca   | 2006 | Québec       | Supergigant | 1:10,96    | +2,11  | Anna Fenninger        |
| DNF1    | 7 marca   | 2006 | Québec       | Gigant      | 2:22,43    | -      | Tina Weirather        |

### Puchar Świata

#### Miejsca w klasyfikacji generalnej
- sezon 2006/2007: -
- sezon 2007/2008: 80.
- sezon 2008/2009: 89.
- sezon 2009/2010: 71.
- sezon 2010/2011: 102.
- sezon 2011/2012: 114.
- sezon 2012/2013: -

#### Miejsca na podium w zawodach
Marshall nigdy nie stanęła na podium zawodów PŚ.